# Black Coal, Thin Ice
Black Coal, Thin Ice (xinès: 白日焰火; pinyin: Bai Ri Yan Huo) és una pel·lícula dirigida per Diao Yinan que ha reconegut la influència del cinema negre nord-americà i de l'expressionisme alemany. Ha rebut el premi Os d'Or com a millor pel·lícula i l'Os de Plata per a l'actor Liao Fan (Festival de Berlín 2014). El públic del Festival de Sant Sebastià (en la secció "Perles") l'ha acollit fredament.

## Argument
L'any 1999, el policia Zhang Zili abandona el cos arran la terrible mort de dos de companys seus en el transcurs d'una investigació d'un assassinat a Manxúria que finalment no quedarà resolt. Zhang que quedarà ferit, treballarà de guarda de seguretat amb problemes amb l'alcohol. Al cap de cinc anys l'assassí torna a matar i llavors Zhang decideix actuar pel seu compte. La policia local sospita de l'esposa de la primera víctima, Wu Zhizhen.

## Repartiment
- Liao Fan
- Gwei Lun-mei
- Wang Xuebing
- Wang Jingchun
- Yu Ailei
- Ni Jingyang

## Premis i nominacions

### Premis
- 2014: Os d'Or per Diao Yi'nan
- 2014: Os de Plata a la millor interpretació masculina per Liao Fan